# حوار بين رجل وروحه

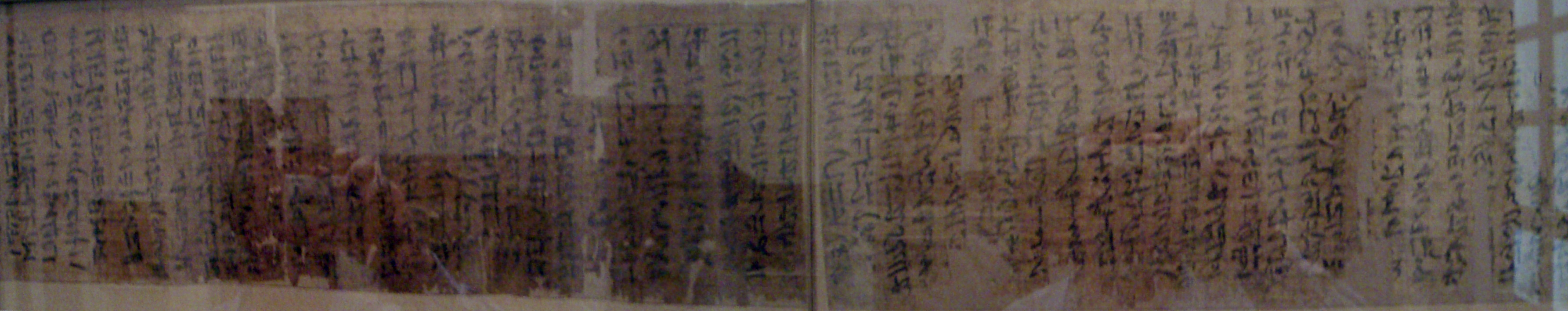
بردية برلين 3024 (المتحف الجديد ببرلين)

 حوار بين رجل وروحه  نص مصري قديم يرجع لعصر الدولة الوسطى حول رجل مستاء بشدة من حياته، وهي تعد جزء من أدب الحكمة يأخذ شكل حوار بين رجل وروحه، يعود تاريخها إلى نحو 1900 قبل الميلاد. بداية النص مفقودة، وهناك عدد من الثغرات، وبها عدة كلمات غريبة لذا فترجمة ما تبقى أصبحت صعبة. النسخة الوحيدة الباقية تتألف من 155 عمود من الكتابات الهيراطيقية، على بردية «برلين 3024».

## ملخص النص
(البداية مفقودة) اتهم الرجل روحه بأنها تريد مفارقة جسده، وجره نحو الموت قبل أوانه. وقال إن الحياة أصبحت لا تحتمل، وأن قلبه يميل إلى الآخرة، ليُخلّد اسمه ويُحفظ جسده. ثم حثّ الرجل روحه للتحلي بالصبر والانتظار حتى يولد ابنه ليوفر متطلبات المتوفى اللازمة له في الآخرة. تصف روحه حالة الحزن الشديد ، وشكوى الرجل عن افتقاره للقيمة، ثم تُرغّبه الروح في الحياة مع وعدها له بالبقاء معه.
على الرغم من وجود العديد من الأعراض التي قد تؤدى بالرجل للانتحار، إلا أنه ليس هناك تلميح في النص إلى أن الرجل قد انتحر، على الرغم من أن عالم المصريات بريتشارد يصر بقوة على عكس ذلك.